# Amdo (Kreis)
| Tibetische Bezeichnung                  |
| --------------------------------------- |
| Tibetische Schrift: ཨ་མདོ་རྫོང             |
| Wylie-Transliteration: a mdo rdzong     |
| Offizielle Transkription der VRCh: Amdo |
| THDL-Transkription: Amdo                |
| Andere Schreibweisen: —                 |
| Chinesische Bezeichnung                 |
| Traditionell: 安多縣                    |
| Vereinfacht: 安多县                     |
| Pinyin:Ānduō Xiàn                       |

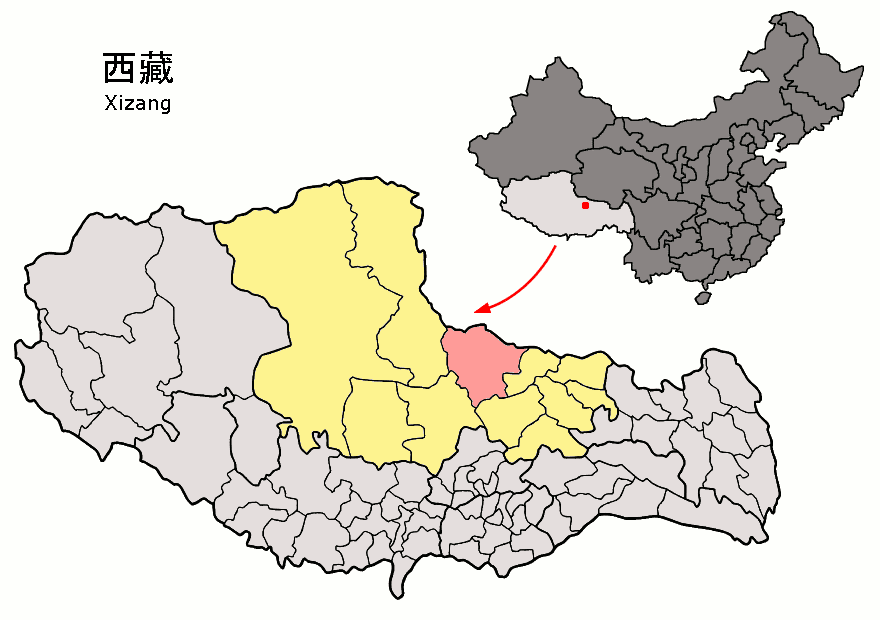
Lage von Amdo (rosa) in Nagqu (gelb) innerhalb von Tibet (hellgrau)

Amdo (tibetisch: ཨ་མདོ་རྫོང, Umschrift nach Wylie: a mdo rdzong) ist ein Kreis des Regierungsbezirks Nagqu im Autonomen Gebiet Tibet der Volksrepublik China.
In Amdo befindet sich nun eine Station der neuen Eisenbahnlinie von Golmud nach Lhasa.

## Administrative Gliederung
Auf Gemeindeebene setzt sich der Kreis aus vier Großgemeinden und neun Gemeinden zusammen. Diese sind (amtl. Schreibweise / Chinesisch):
- Großgemeinde Pagnag 帕那镇
- Großgemeinde Zaring 扎仁镇
- Großgemeinde Yanshiping 雁石坪镇
- Großgemeinde Qangma 强玛镇
- Gemeinde Maqu 玛曲乡
- Gemeinde Comar 措玛乡
- Gemeinde Bangmêr 帮爱乡
- Gemeinde Tandü 滩堆乡
- Gemeinde Zhaqu 扎曲乡
- Gemeinde Gangnyi 岗尼乡
- Gemeinde Sêwu 色务乡
- Gemeinde Domar 多玛乡
- Gemeinde Marrong 玛荣乡

Die Gemeinden Yanshiping, Domar, Marrong, Maqu und Sêwu liegen im Autonomen Bezirk Yushu in der chinesischen Provinz Qinghai.

## Fläche, Bevölkerung und Klima
Amdo hat eine Fläche von 43.524 km² und 39.683 Einwohner (Stand: Zensus 2020). Im Jahr 1990 hatte Amdo 27.744 Einwohner, davon waren 27.494 Tibeter (99,1 %) und 238 Han-Chinesen (0,9 %); 2000 war die Bevölkerung auf 32.843 Einwohner angewachsen.
Die Durchschnittstemperatur im Juli liegt bei 5,7°, im Januar bei −17,3°. Es fallen jedoch nur ca. 150 mm Niederschlag.

### Ethnische Gliederung der Bevölkerung Amdos (2000)
Beim Zensus im Jahr 2000 wurden in Amdo 32.843 Einwohner gezählt.
| Name des Volkes | Einwohner | Anteil  |
| --------------- | --------- | ------- |
| Tibeter         | 32.191    | 98,01 % |
| Han             | 479       | 1,46 %  |
| Hui             | 118       | 0,36 %  |
| Salar           | 19        | 0,06 %  |
| Sonstige        | 36        | 0,11 %  |